# Torda-de-bigodes
A torda-de-bigodes (Aethia pygmaea) é uma pequena ave marinha da família Alcidae. Sua área de distribuição é mais restrita do que a de outros membros de seu gênero, Aethia, vivendo apenas ao redor das Ilhas Aleutas e em algumas ilhas da Sibéria (como as Ilhas Comandante), e reproduzindo-se nessas ilhas. É um dos menores membros da família Alcidae, sendo que apenas a torda-anã, que está intimamente relacionada, é menor. Seu nome deriva das longas penas brancas em seu rosto que fazem parte de sua plumagem de reprodução.
A torda-de-bigodes é uma espécie pouco estudada e muitas pesquisas precisam ser realizadas sobre a espécie. Ela foi originalmente descrita como duas espécies diferentes, a partir de espécimes coletados em diferentes extremos de sua área de distribuição; no entanto, pesquisas demonstraram que se trata de uma única espécie com variação clinal ao longo de sua área de distribuição. Acredita-se que não realiza migração, mas, em vez disso, frequenta suas ilhas de reprodução durante todo o ano, e foi demonstrado que se empoleira em terra durante todo o ano, uma característica incomum na família. As tordas-de-bigodes põem um único ovo em uma fenda rochosa, em colônias soltas com outras tordas-de-bigodes e também com outras aves marinhas coloniais. Ambos os pais participam da incubação e da criação dos filhotes. Foi demonstrado que os bigodes os ajudam a perceber o caminho de entrada e saída de seus ninhos à noite.
As tordas-de-bigodes se alimentam na zona costeira, geralmente a 16 km da terra, onde as correntes de maré concentram suas presas em densos grupos. Elas se alimentam predominantemente de copépodes durante os meses de verão, principalmente da espécie Neocalanus plumchrus [en], e mudam para krills no outono e no inverno.

## Taxonomia
A torda-de-bigodes foi formalmente descrita em 1789 pelo naturalista alemão Johann Friedrich Gmelin em sua edição revisada e ampliada do Systema Naturae de Lineu. Ele o colocou com os outras tordas no gênero Alca e cunhou o nome binomial Alca pygmaea. Gmelin baseou sua descrição na “torda-de-bico-chato” que havia sido descrita pelo ornitólogo inglês John Latham em 1785 e na “torda-pigmeia” que havia sido descrita pelo naturalista galês Thomas Pennant no mesmo ano. Ambos os autores indicaram a localidade como Bird Island (atual Ilha de São Mateus) no Mar de Bering. A torda-de-bigodes é agora uma das quatro pequenas tordas colocados no gênero Aethia que foi introduzido pelo naturalista alemão Blasius Merrem em 1788. O nome do gênero Aethia vem do grego antigo aithuia, uma ave marinha não identificada mencionada por Aristóteles. O epíteto específico pygmaea vem do latim pygmaeus, que significa “anão” ou “pigmeu”. A espécie é monotípica: nenhuma subespécie é reconhecida.

## Descrição
Uma característica estranha dessa ave, que também é compartilhada com a torda-de-penacho, é que sua plumagem tem cheiro de frutas cítricas.
Os barcos de pesca representam uma grande ameaça para essa ave, já que ela é atraída pelas luzes à noite.